# Mand

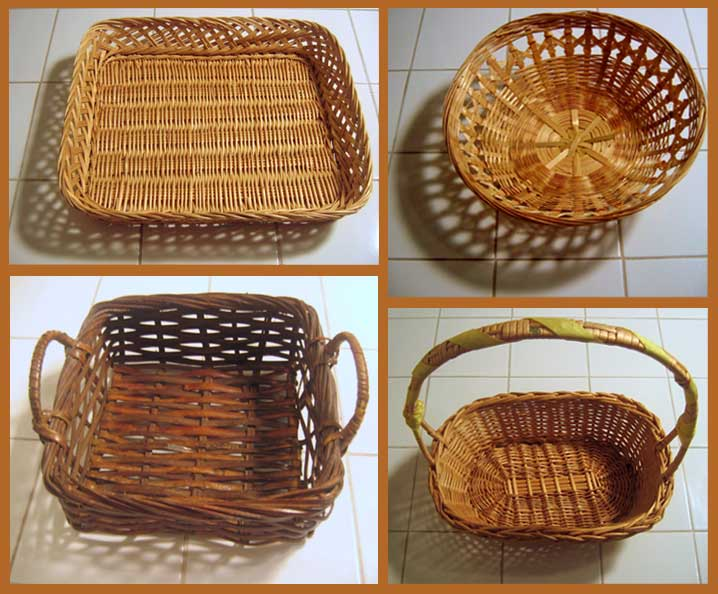
Verschillende soorten manden

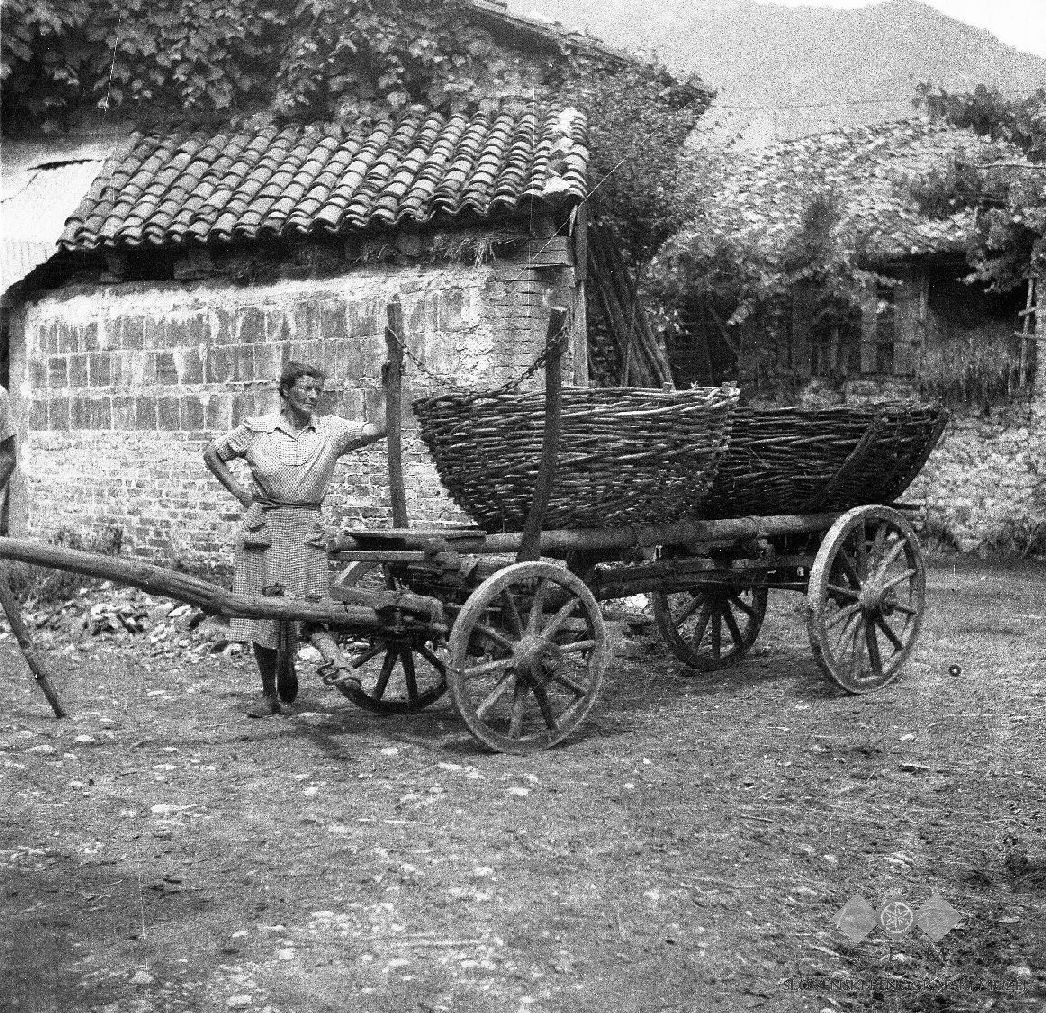
Mandenwagen in Slovenië

Een mand is een gevlochten object, ook wel korf genoemd, soms voorzien van oren of een hengsel om het gemakkelijker te kunnen dragen, dat dient om iets in te doen. Een mand is van alle kanten behalve de bovenkant afgesloten. Die kan soms gesloten worden met een deksel. Van oudsher zijn wilgentenen, stro, gras, rotan en pitriet populaire materialen om manden van te maken. Tegenwoordig worden ook papier, metaaldraad en kunststoffen gebruikt. Manden van wilgenteen worden in de 21ste eeuw nog steeds op ambachtelijke wijze door mandenvlechters (ook genoemd korfvlechters) vervaardigd.
Een korf zonder bodem wordt in korfbal en basketbal als doel gebruikt.
Een ondersteboven geplaatste korf wordt door bijenhouders gebruikt als het omhulsel voor een bijennest, bijenkorf genaamd. Een bijenkorf wordt doorgaans van stro gevlochten in een wikkel-en-bindtechniek genaamd coiling.
Een mandenwagen of panier was een rijwagentje dat achter een paard gespannen werd. Het bestond uit een onderstel met daarop een uit wilgentenen gevlochten korf waarin iemand kon zitten. Jongedames beoefenden in een panier de drafsport. De mandenwagen stond ook model voor de wandelwagen, waarin men kinderen die al kunnen zitten, mee naar buiten neemt. Mandenwagens werden ook gebruikt als oogstwagens, bijvoorbeeld in Slovenië.
De middeleeuwse marskramers gebruikten een rugkorf als marskramersmand, ook 'mars' of 'kanis' genoemd.